# Auferstehn, ja auferstehn wirst du

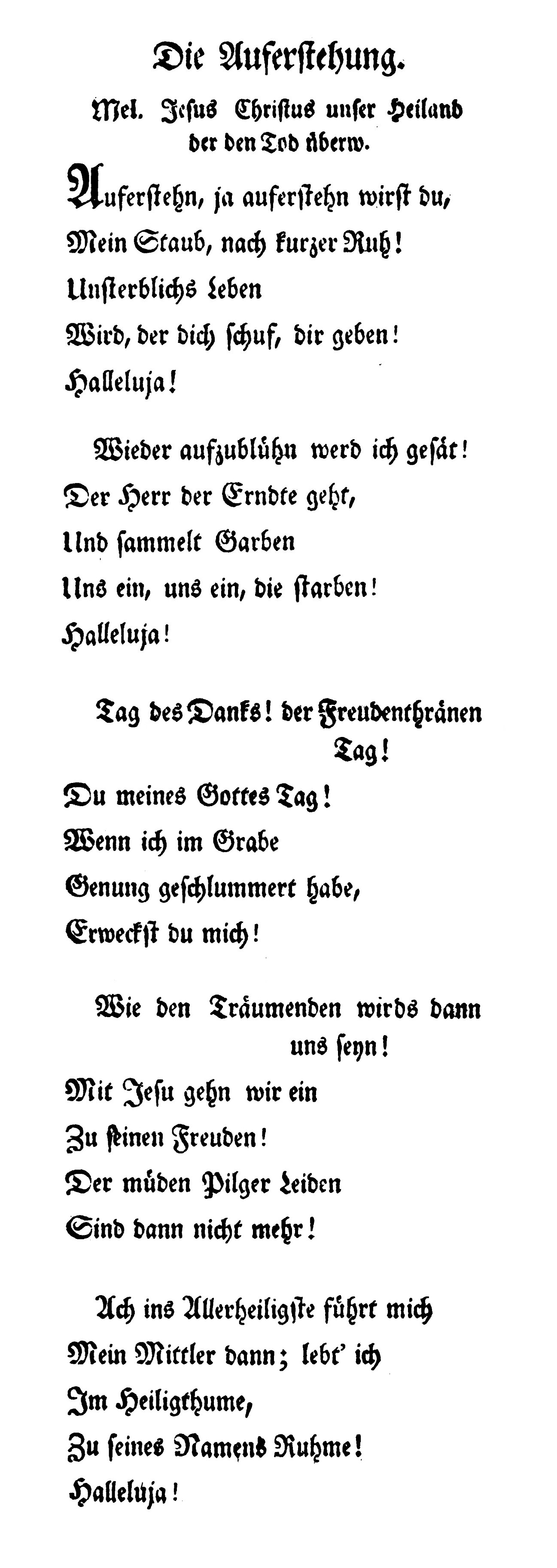
Die Auferstehung, Urtext 1758

Auferstehn, ja auferstehn wirst du, Originaltitel Die Auferstehung, ist ein Gedicht von Friedrich Gottlieb Klopstock, das die christliche Auferstehungshoffnung thematisiert. Es war bis ins erste Drittel des 20. Jahrhunderts in den meisten evangelischen Gesangbüchern als Kirchenlied enthalten.

## Entstehung
Klopstock veröffentlichte den Text erstmals im ersten Teil seiner Geistlichen Lieder (Kopenhagen und Leipzig 1758). Diese Lieder waren ausdrücklich für den Gottesdienst bestimmt. Entsprechend steht bei Die Auferstehung unter der Überschrift die Melodieangabe „Jesus Christus unser Heiland der den Tod überw.“, eines der lutherischen Hauptlieder zum Osterfest. Klopstock passte seinen Text genau der seinerzeit gebräuchlichen Fassung dieser Melodie an, sodass eine sehr unregelmäßige trochäisch-jambische Strophenform entstand.

## Inhalt
Klopstock lässt in seinem Gedicht das lyrische Ich sich selbst die Auferstehungshoffnung zusprechen. Dabei werden, bei aller Modernität der Sprache, biblische Bilder – vor allem aus Psalm 126,1–6  – und die traditionelle Abfolge der Eschatologie – jedoch ohne das Gericht – in schlichter Direktheit wiedergegeben.

## Rezeption

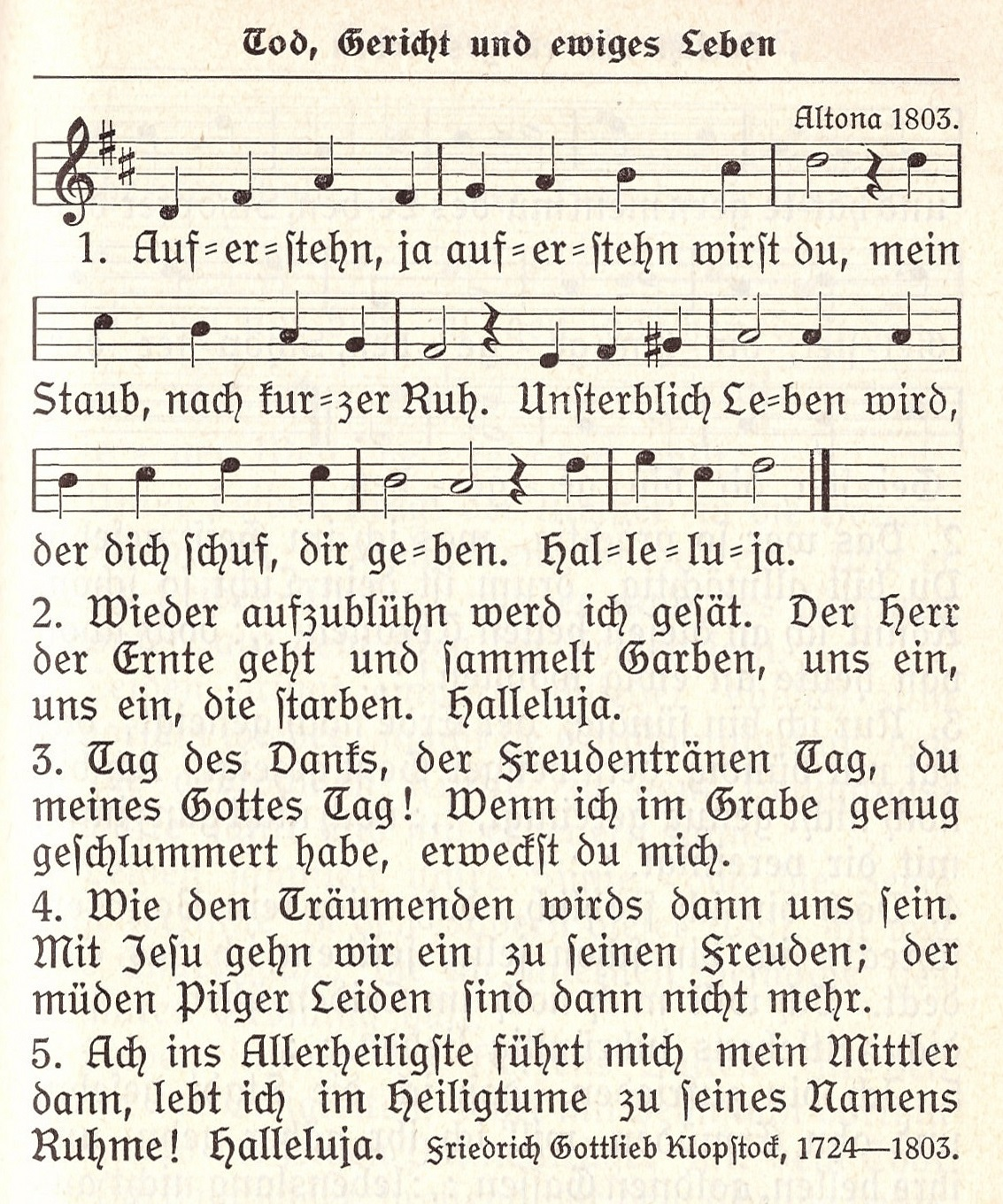
Auferstehn im Deutschen Evangelischen Gesangbuch 1915/1929

Der Text konnte sich mit der barockisierten Luthermelodie nicht als Gemeindelied durchsetzen, fand aber als Chorlied in der Vertonung von Carl Heinrich Graun vor allem bei Begräbnissen Verbreitung. So erklang er auch bei Klopstocks eigener Beisetzungsfeier am 22. März 1803 in der Christianskirche Ottensen.
Ab dem Beginn des 19. Jahrhunderts wurden verschiedene neue Melodien für Klopstocks Gedicht geschaffen, und in kaum einem evangelischen Gesangbuch einschließlich des Deutschen Evangelischen Gesangbuchs von 1915 mit seinen Regionalauflagen bis in die 1930er Jahre fehlte das Lied.
In den Stammteil des Evangelischen Kirchengesangbuchs (1950) wurde es dann nicht mehr aufgenommen, und das Evangelische Gesangbuch von 1993 enthält es nur in den Regionalausgaben Baden, Württemberg und Pfalz.
Weltberühmt wurde Klopstocks Auferstehungsgedicht durch Gustav Mahler, der die ersten beiden Strophen mit eigenen Ergänzungen in seiner 2. Sinfonie vertonte.